# 特雷宽达
特雷宽达（義大利語：Trequanda），是意大利托斯卡纳大区锡耶纳省的一个市镇。位于佛罗伦萨东南70公里及锡耶纳东南30公里处。该市镇由三个村庄组成。市镇面积为64.1平方公里，2010年人口数量为1,380人，人口密度22人/平方公里。ISTAT代码为052036。
该市镇内的堂区教堂建于1327年，最初为哥特-罗马式。后来重修时改为文艺复兴式。

## 图集

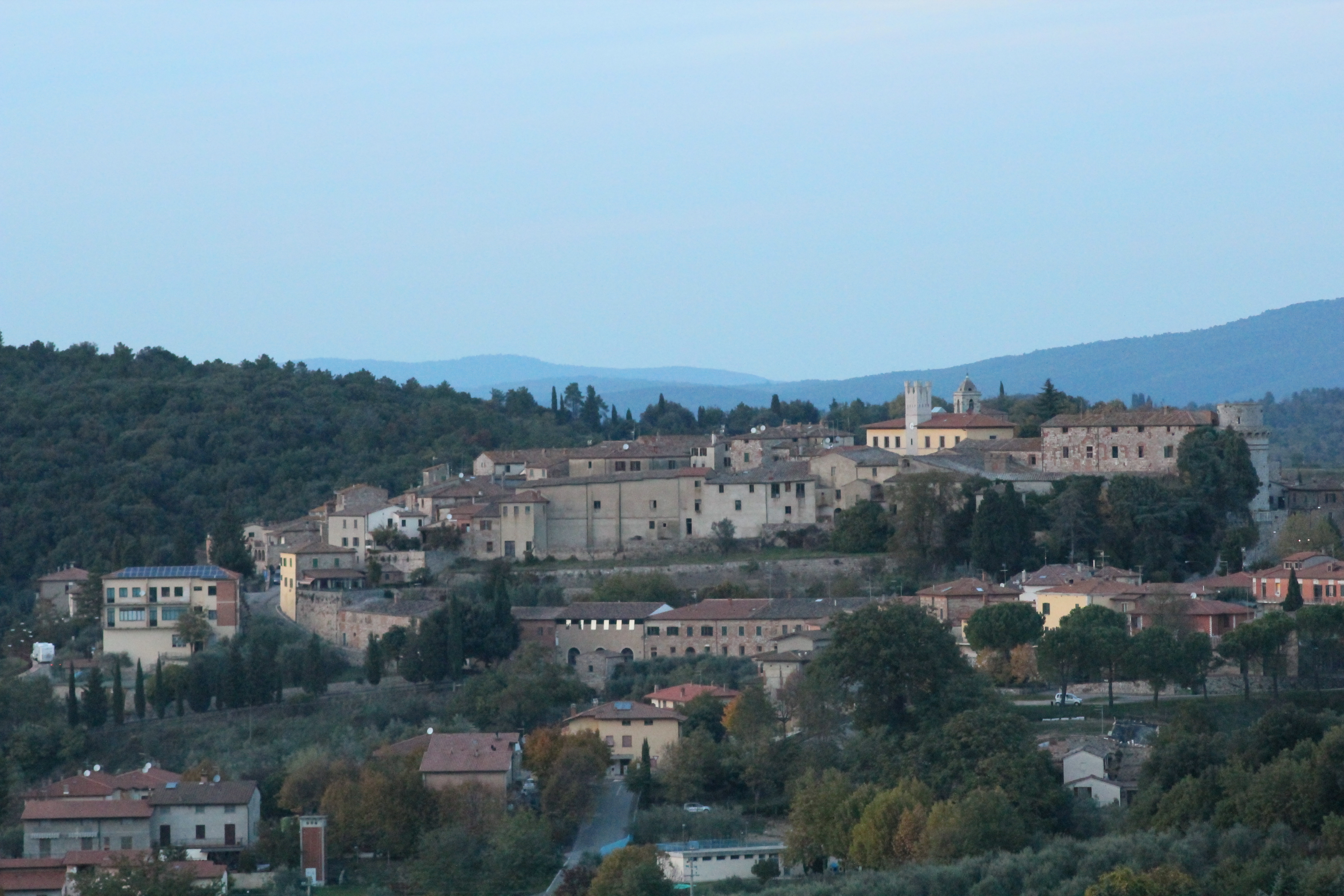
全景图
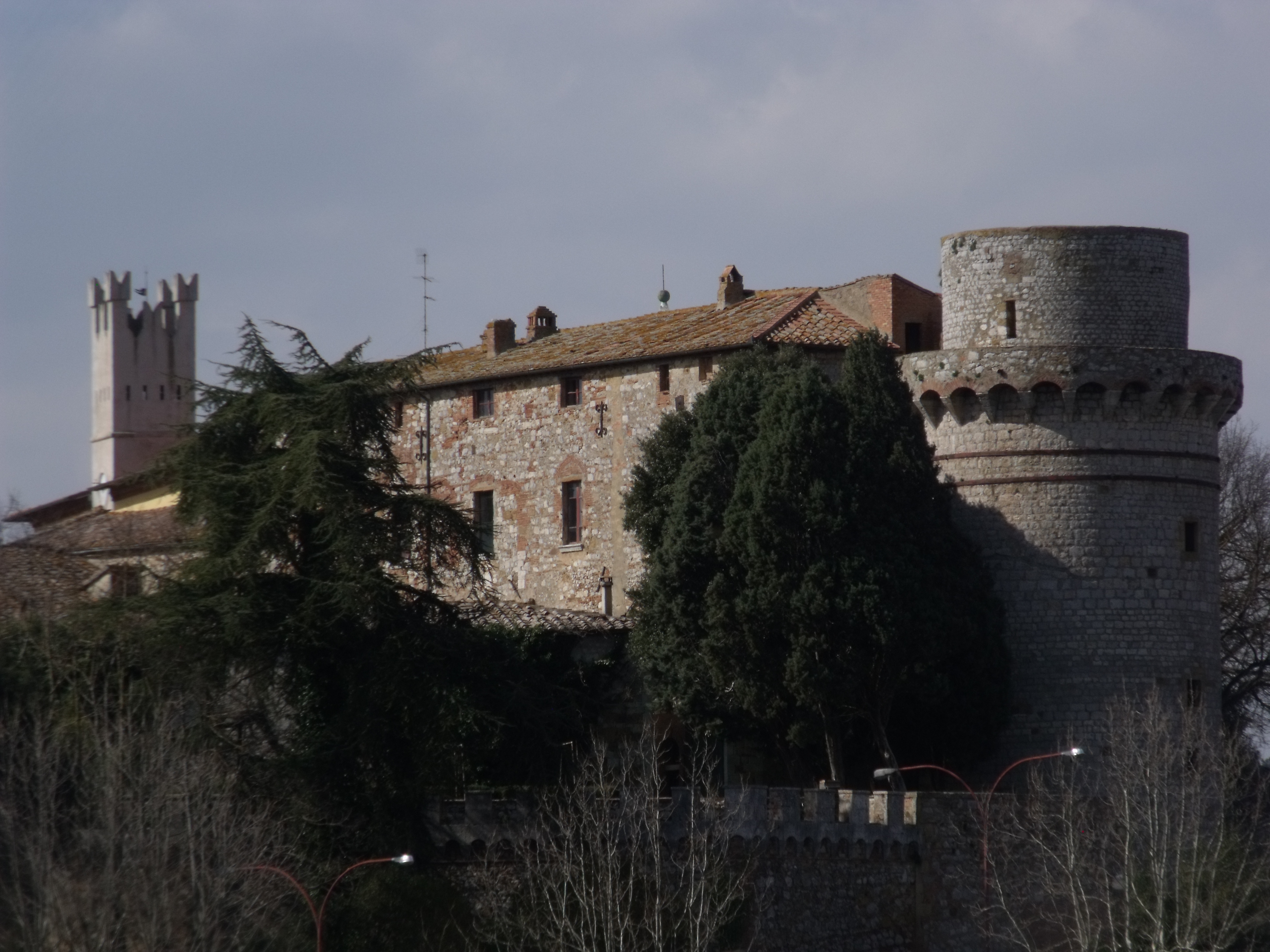
城堡
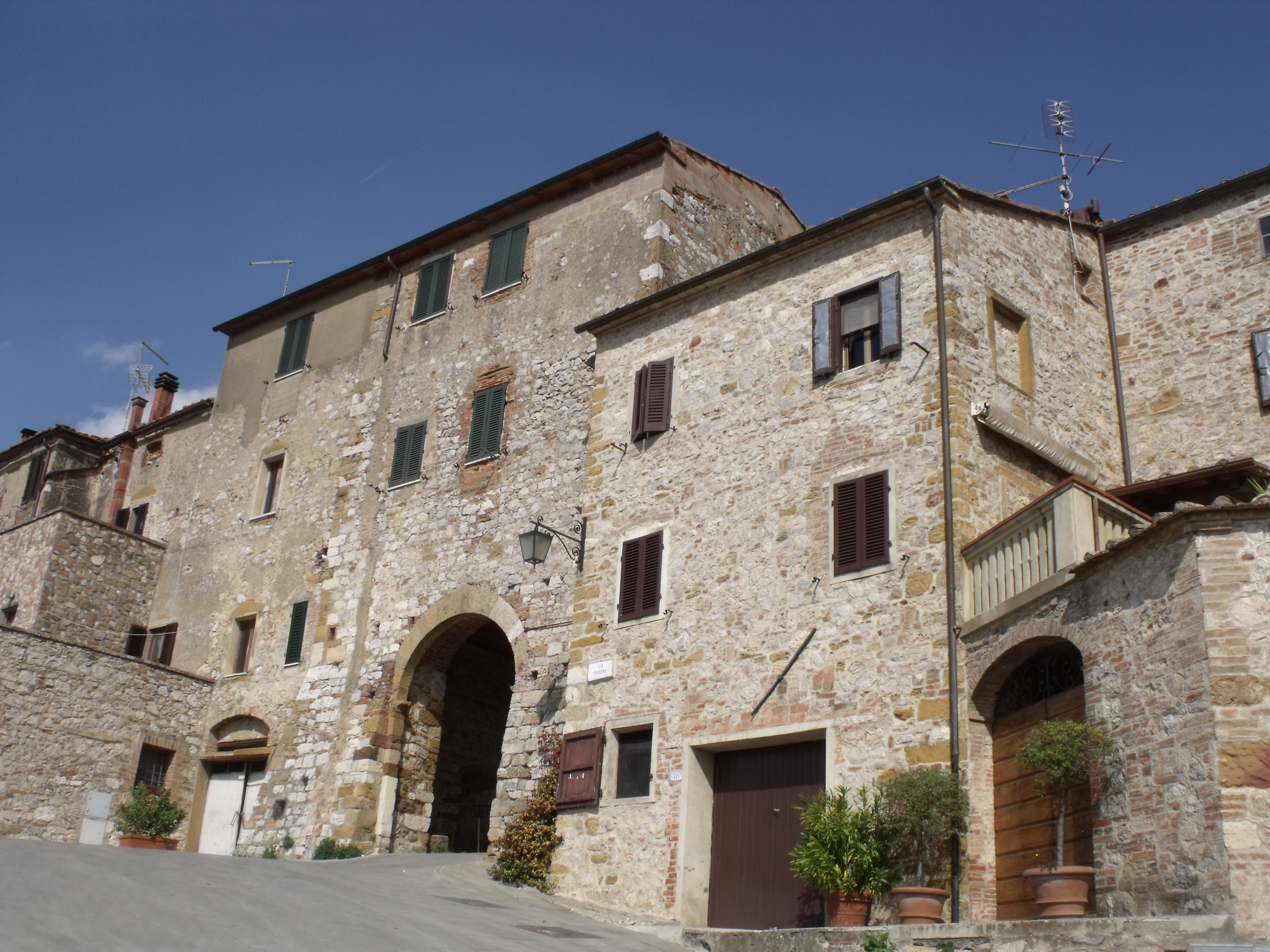
城门
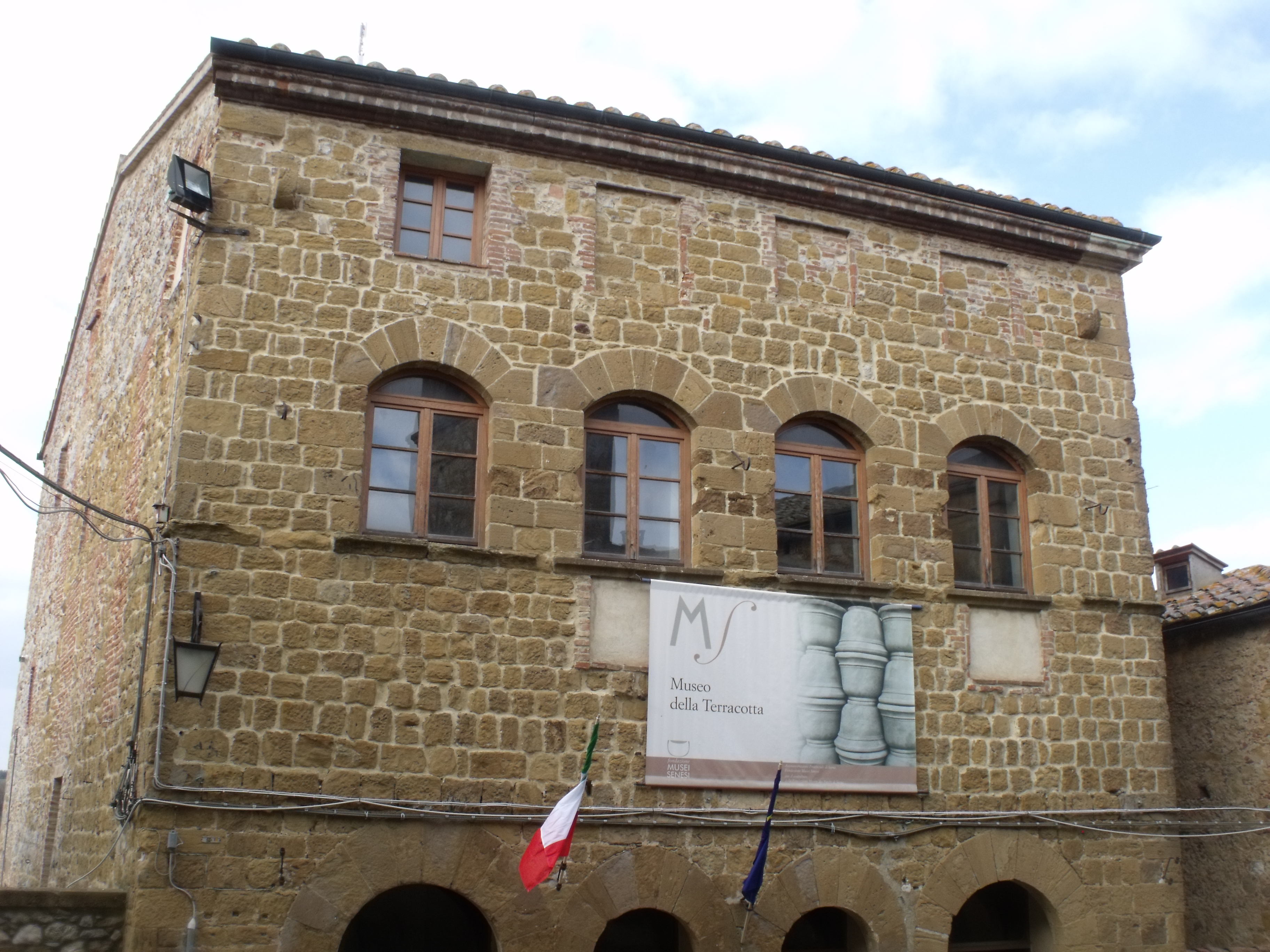
陶瓷博物馆
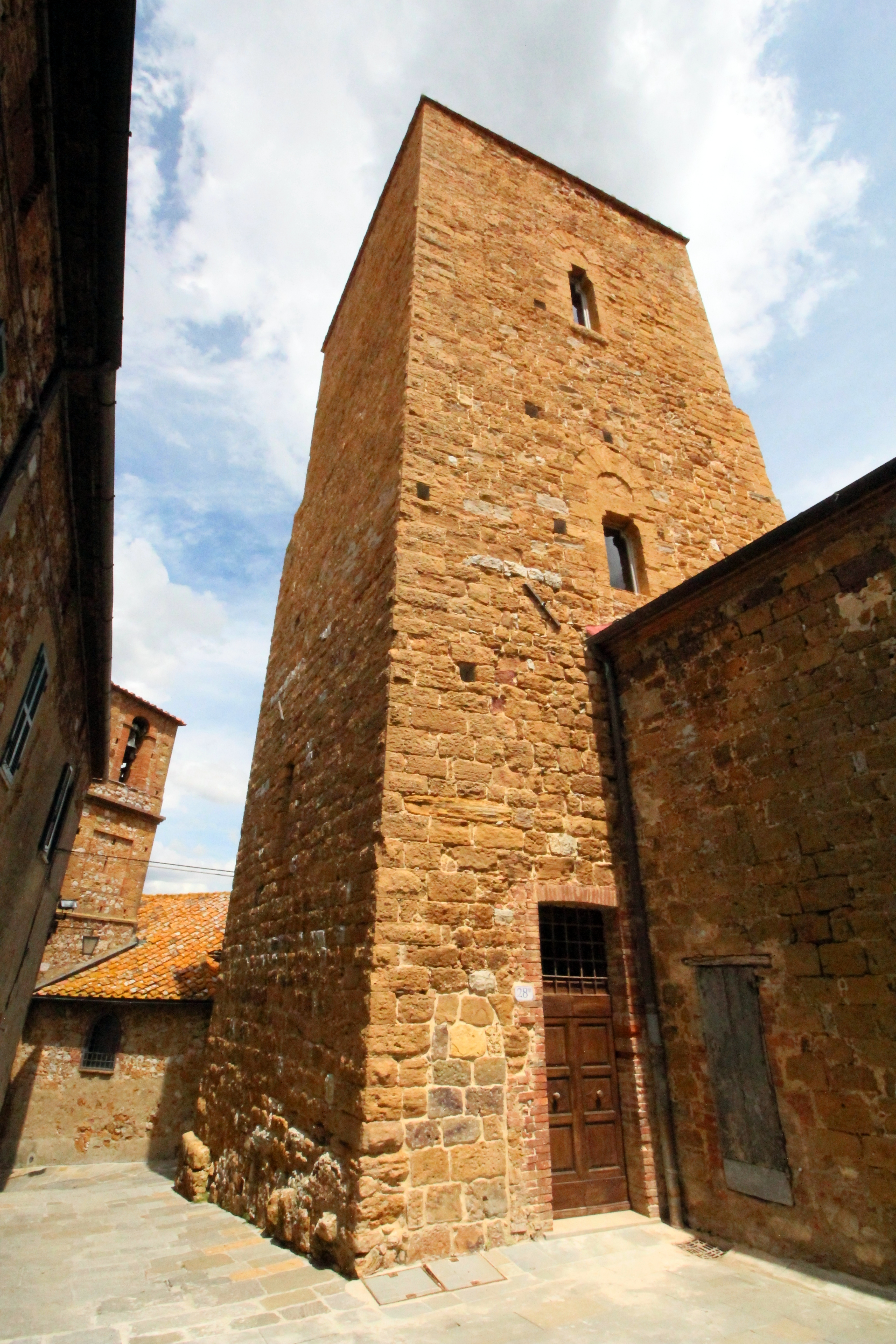
塔楼